# بنی بویفرور
بنی بویفرور (به فرانسوی: Bni Bouifrour) یک کمون در مراکش است که در استان ناظور واقع شده‌است. بنی بویفرور ۱۷٬۰۹۰ نفر جمعیت دارد.